# Hirtodrosophila trifurca
Hirtodrosophila trifurca är en tvåvingeart som först beskrevs av Bock 1982.  Hirtodrosophila trifurca ingår i släktet Hirtodrosophila och familjen daggflugor. Inga underarter finns listade i Catalogue of Life.